# Dilophiocara
Dilophiocara is een geslacht van hooiwagens uit de familie Sclerosomatidae.
De wetenschappelijke naam Dilophiocara is voor het eerst geldig gepubliceerd door Redikorzev in 1931. 

## Soorten
Dilophiocara omvat de volgende 2 soorten:
- Dilophiocara afghanus
- Dilophiocara bactrianum